# Mathew Barzal
Mathew Barzal (nacido el 26 de mayo de 1997) es un jugador profesional de hockey sobre hielo canadiense que juega como centro para los New York Islanders de la Liga Nacional de Hockey (NHL). Barzal fue seleccionado por los Islanders en la primera ronda 16, del Draft de entrada de la NHL de 2015. Ganó el Calder Memorial Trophy como el mejor novato de la NHL en 2017-18, el quinto de los  New York Islanders en ganar el premio.

## Carrera

### Juvenil
Barzal jugó en el Torneo Internacional de Hockey Pee-Wee de Quebec 2010 con su equipo juvenil de Burnaby. Fue seleccionado  por los Seattle Thunderbirds de la Western Hockey League (WHL) en el WHL Bantam Draft de 2012. En su temporada de novato con los Thunderbirds en la temporada 2013-14, Barzal anotó 14 goles y 40 asistencias para 54 puntos. Ocupó el séptimo lugar en las clasificaciones de mitad de período de la NHL antes del Draft de entrada de la NHL de 2015.

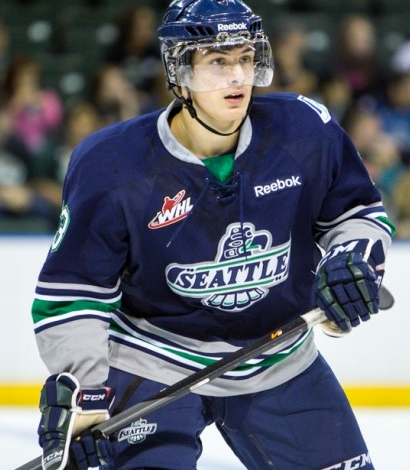
Barzal con los Seattle Thunderbirds en 2015

### New York Islanders
Barzal fue seleccionado en el puesto 16 por los New York Islanders en el Draft de entrada de la NHL de 2015. El 10 de septiembre, firmó un contrato de nivel de entrada de tres años con los New York Islanders.
El 15 de octubre de 2016, Barzal hizo su debut en la NHL. Regresó a los Thunderbirds y ganó el campeonato WHL 2017 cuando Barzal fue nombrado MVP de los playoffs de la WHL luego de registrar 25 puntos (7 goles y 18 asistencias) en 16 juegos.
El primer punto de la NHL de Barzal llegó el 15 de octubre de 2017 contra Los Angeles Kings cuando ayudó en un gol de Josh Bailey. El primer gol de Barzal en la NHL llegó el 19 de octubre contra Henrik Lundqvist de los New York Rangers.
El primer juego de múltiples puntos de la NHL de Barzal llegó el 26 de octubre de 2017, cuando anotó un gol y una asistencia jugando contra Minnesota Wild. El gol, el segundo de su carrera, llegó en los últimos segundos de la derrota de los Islanders por 6-4. El primer gol de juego de poder de la NHL de Barzal (y también su primer gol de la NHL en casa) llegó el 30 de octubre contra los Vegas Golden Knights. Barzal estableció un récord de franquicia de asistencias de un novato cuando registró cinco asistencias el 5 de noviembre en una victoria de los Islanders por 6-4 sobre Colorado Avalanche. Esto también empató el récord de la franquicia de puntos en un juego por parte de un novato.
El primer juego de varios goles de Barzal y su primer triplete se produjeron el 23 de diciembre de 2017 contra los Winnipeg Jets en la victoria de los Islanders por 5-2. El 13 de enero de 2018, en una victoria por 7-2 sobre los Rangers, se convirtió en el quinto jugador en la historia de la NHL en tener dos juegos de cinco puntos en una temporada antes de cumplir 21 años. El 9 de febrero de 2018, en una victoria por 7-6 sobre los Detroit Red Wings, Barzal se convirtió en el primer novato de la NHL en registrar tres juegos de cinco puntos en una temporada desde que Joe Malone lo hizo en la temporada 1917-18. El 7 de abril, Barzal empató el récord de los Islanders (en manos de Bryan Trottier) de más asistencias de un novato con 63. El 22 de abril, Barzal fue nombrado finalista del Calder Memorial Trophy, que se otorga al mejor novato de la NHL. El 20 de junio ganó el premio. Barzal y Kyle Okposo son los únicos jugadores que lideraron a los Islanders en anotaciones durante los nueve años de John Tavares en el equipo; sin embargo, Okposo lo hizo en una temporada en la que Tavares estaba lesionado, mientras que Barzal lo hizo en una temporada en la que ambos jugaron los 82 partidos completos.
Tras la partida de Tavares durante la temporada baja de 2018, Barzal comenzó la temporada 2018-19 centrando la línea superior de los Islanders con Anthony Beauvillier y Josh Bailey. El 29 de diciembre, Barzal anotó un hat-trick natural en la victoria por 4-0 sobre los Toronto Maple Leafs, convirtiéndose en el primer jugador de los Islanders en anotar un triplete contra los Maple Leafs desde Mike Bossy el 20 de marzo de 1986. El 3 de enero de 2019, Barzal fue incluido en el Juego de Estrellas de la NHL de 2019. Barzal terminó la temporada con 62 puntos (18 goles y 44 asistencias), liderando a los isleños tanto en puntos como en asistencias. Barzal ganó la competencia de patinadores más rápidos en la competencia NHL All-Star Skills de 2020.
En los playoffs de la Copa Stanley de 2020, Barzal anotó su primer gol ganador en tiempo extra de los playoffs contra los Washington Capitals en el Juego 3 para darle a los Islanders una ventaja de 3-0 en la serie. Los Islanders terminaron ganando la serie 4-1 para enfrentarse a los Philadelphia Flyers en la segunda ronda, a quienes los Islanders vencieron en siete juegos. Los Islanders perdieron ante el eventual campeón de la Copa Stanley Tampa Bay Lightning en seis juegos en las Finales de la Conferencia Este.
El 11 de enero de 2021, Barzal firmó un contrato de $3 millones por tres años con los Islanders.

### Selección nacional
Barzal ayudó a Canadá a capturar la medalla de bronce en el Campeonato Mundial Sub-18 de la IIHF de 2014 y ganó el oro en el Torneo Conmemorativo de Ivan Hlinka de 2014. Barzal fue incluido nuevamente en la lista de Canadá al año siguiente para competir en el Campeonato Mundial Sub-18 de la IIHF de 2015, donde nuevamente ganó el bronce.
Barzal fue seleccionado como capitán suplente de Canadá en el Campeonato Mundial Juvenil de Hockey sobre Hielo de 2017. Ayudó a guiar a Canadá a una medalla de plata y fue uno de los diez mejores anotadores del torneo.
El 12 de abril de 2018, Barzal fue incluido en el equipo senior de Canadá para competir en el Campeonato Mundial IIHF 2018.

## Vida personal
Barzal además del inglés, habla francés con fluidez, debido a la educación y especialización en francés que recibió  en la escuela; como resultado, tiene una amistad muy cercana con su compañero de equipo de los Islanders, Anthony Beauvillier, a quien conoció cuando los dos jugaron para Canadá en el Campeonato Mundial Sub-18 de 2015.